# Fractura vertebral
Una fractura de la columna vertebral, también llamada fractura vertebral o fractura de espalda, es una fractura que afecta las vértebras de la columna vertebral. La mayoría de los tipos de fracturas de la columna vertebral confieren un riesgo significativo de lesión de la médula espinal. Después del traumatismo inmediato, existe riesgo de lesión de la médula espinal (o empeoramiento de una columna ya lesionada) si la fractura es inestable, es decir, es probable que cambie la alineación sin una fijación interna o externa. 

## Clasificación
- Fractura cervical
- Fractura de C1, incluyendo la fractura de Jefferson.
- Fractura de C2, incluida la fractura de Hangman.
- Fractura en lágrima por flexión: fractura de la cara anteroinferior de una vértebra cervical.
- Fractura de pala de pala: fractura a través del proceso espinoso de una vértebra que ocurre en cualquiera de las vértebras cervicales inferiores o torácicas superiores.
- Fractura por estallido: en la que una vértebra se rompe de una carga axial de alta energía.
- Fractura por compresión:[3] un colapso de una vértebra, que a menudo resulta en la forma de una cuña debido a una compresión mayor.
- Fractura fortuita: lesión por compresión en la parte anterior de un cuerpo vertebral con lesión por distracción concomitante en los elementos posteriores.
- Fractura de Holdsworth: dislocación de fractura inestable de la unión toracolumbar de la columna vertebral.

La distracción es un lugar donde se está separando las vértebras. Las lesiones por distracción generalmente causan roturas en las estructuras de soporte óseas y ligamentosas, y por lo tanto son generalmente inestables. Una lesión por distracción en el lado posterior de una vértebra puede llevar a una fractura por compresión en su lado anterior.